# Frans Friberg
Frans Frithiof Ferdinand Friberg, född 15 juli 1892 i Karleby, död 11 december 1921, var en finländsk jägarkapten under första världskriget och finska inbördeskriget.
Friberg var son till John Friberg och Angela Lakanen. Han studerade fem år vid Karlebys svenska samskola och studerade sedan till lots. Som många andra blivande jägarsoldater begav sig Friberg till Tyskland och intogs i november 1915 vid 27. jägarbataljonens 3. kompani. Under första världskriget deltog han bland annat under striderna vid Missé och bevistade artillerikursen i Polangen 1917. Den 11 februari 1918 ankom Friberg och jägarbataljonen till Vasa och anslöt sig till de vita i inbördeskriget. Friberg blev plutonchef vid 1. jägarregementets 2. jägarbataljonens 3. kompani, varifrån han i april övergick till befälsposten över 1. kompaniet. Han stred bland annat i slaget om Viborg och sårades vid Kämärä den 23 april.
Efter kriget överflyttades Friberg till gardets jägarbataljon och sedan till Karelens 2. regemente. Han tjänstgjorde som kompanichef vid flera kompanier, flyttades i augusti 1921 till 1. cykelbataljonen och blev sedermera kompanichef för dess 2. kompani. Våren och sommaren 1920 var han befälhavare över norra Olonets försvarsdistrikt och var militär representant i Vitkarelens provisoriska regering.
Friberg var sedan 1919 gift med Helmi Pettinen.